# تامی کانوی
تامی کانوی (انگلیسی: Tommy Conway؛ زادهٔ ۶ اوت ۲۰۰۲) بازیکن فوتبال است.
از باشگاه‌هایی که در آن بازی کرده است می‌توان به باشگاه فوتبال بریستول سیتی و باشگاه فوتبال بث سیتی اشاره کرد.
وی همچنین در تیم‌های ملی فوتبال زیر ۲۱ سال اسکاتلند و اسکاتلند بازی کرده است.